# Klinttjärnen, Hälsingland
Klinttjärnen är en sjö i Hudiksvalls kommun i Hälsingland och ingår i Ljusnans huvudavrinningsområde. Sjön är 3,5 meter djup, har en yta på 0,027 kvadratkilometer och är belägen 182 meter över havet.